# 無限女子 〜powered by 仮面女子〜
無限女子（むげんじょし）は、日本のアイドルグループ・仮面女子に存在している派生ユニット。株式会社ユニットコムが運営するパソコンショップ、パソコン工房とのコラボ企画により誕生し、同社が販売しているパソコン製品iiyama PCのイメージキャラクターを務めていた。本項では、現在活動している後継ユニット「無限女子 Forward 〜powered by 仮面女子〜」(むげんじょしフォワード -、以下無限女子 Forwardと記す)についても記述する。

## 概要
2017年12月7日に、パソコン工房のイメージキャラクターとして仮面女子が就任したのを機に、同月13日、上記のコラボ企画により結成。同時にiiyama PCのイメージキャラクターに就任し、常設劇場「仮面女子CAFE」でユニット曲の発表会を兼ねた結成記者会見が行われた。
無限女子は仮面女子から選抜された窪田美沙、神谷えりな、黒瀬サラ、水沢まいの4名によって構成され、それぞれがiiyama PC内で展開されている『∞(インフィニティ)シリーズ』各ブランド製品のイメージキャラクターを担当していた。また、メンバーにはiiyama PCの店舗で手に入れた仮面の力によって、隠れていた才能が発揮されるという設定があり、衣装および仮面はユニットオリジナルのものが採用されていた。無限女子は2018年9月に放送されたiiyama PCおよびパソコン工房のCMへの出演を最後に活動を休止。その後、神谷と水沢が同年12月で仮面女子を卒業し、ユニットとしては事実上の活動停止となった。
2019年2月15日、無限女子の後継ユニットとして無限女子 Forwardが結成され、iiyama PCのイメージキャラクターを引き継ぐことが発表された。ユニットメンバーには小島夕佳、月野もあ、森下舞桜、美音咲月の4名が選抜され、同年2月25日に仮面女子CAFEにてプレス発表会が行われた。

## メンバー

### 無限女子
2017年12月13日に結成。2018年に活動を停止。
※以下、公式プロフィールより引用。
| 名前       | 担当∞シリーズ製品                        | 担当色   | 設定 |
| ---------- | ---------------------------------------- | -------- | --- |
| 窪田美沙   | STYLE∞(スタイル インフィニティ)          | 青       | 自宅で小遣い稼ぎの記事を書く生活を送っていたが、仮面の力によりネット情報を網羅したスーパーブロガーとしての才能に目覚める。 |
| 神谷えりな | LEVEL∞(レベル インフィニティ)            | オレンジ | 毎日バイトに明け暮れる学生生活を送っていたが、仮面の力により史上最強のオンラインゲーマーとしての才能に目覚める。           |
| 黒瀬サラ   | SENSE∞(センス インフィニティ)            | 緑       | 売れないCGデザイナー生活を送っていたが、仮面の力によりハイパークリエイターとしての才能に目覚める。                         |
| 水沢まい   | SOLUTION∞(ソリューション インフィニティ) | グレー   | お茶汲みとコピーばかりのOL生活を送っていたが、仮面の力により超仕事術のライフハッカーとしての才能に目覚める。               |

### 無限女子 Forward
2019年2月15日に結成。無限女子から引き継ぐ形でiiyama PCのイメージキャラクターを務めている。
- 小島夕佳
- 月野もあ
- 森下舞桜
- 美音咲月

## 来歴
- 2017年
  - 12月13日：東京都・秋葉原「仮面女子CAFE」にて無限女子の結成記者会見が行われ、ユニット曲『Shining Road 〜楽しいことを全力で!〜』が披露される[4]。
  - 12月25日：無限女子のイメージムービーが公開[11]。
- 2018年
  - 2月10日：iiyama PC総合カタログの無限女子特別コラボ版が、全国のパソコン工房店舗にて数量限定で無料配布[12]。
  - 3月20日：無限女子がウェブCM「無限女医 イイヤマチェック!」編に出演。それに合わせ、CMと連動したキャンペーンがiiyama PCより実施される[13][14]。
  - 5月23日：無限女子が出演するiiyama PCのPR動画第1弾が公開[15][16]。
  - 6月15日：窪田が総合監修を行ったiiyama PC総合カタログの特別コラボ版第2弾がパソコン工房店舗にて無料配布[17]。
  - 7月11日：『Shining Road 〜楽しいことを全力で!〜』のミュージックビデオが公開[18]。
  - 9月6日：iiyama PCのテレビCM『Are you EXCITED?』編に神谷が単独で出演。また、パソコン工房のテレビCM『パソコンの事ならパソコン工房』編に無限女子がメンバー全員で出演[19]。無限女子としては最後の活動となる。
- 2019年
  - 2月15日：無限女子の後継ユニットとして無限女子 Forwardの結成が発表される[8]。
  - 2月25日：仮面女子CAFEにて行われた結成記念の発表会にてユニット曲『be happy!!!』が披露される[10]。
  - 6月20日：テレビ東京の番組「月〜金お昼のソングショー ひるソン!」に出演。ユニットとしては初のテレビ出演となる。また、これに合わせたキャンペーンがパソコン工房より実施される[20]。
  - 7月11日：パソコン工房のテレビCM「パソコン工房ショッピング」編に出演[21]。
  - 9月14日：東京ゲームショウ2019のMCJブースにて行われたスペシャルライブおよびトークショーに出演[22][23]。

## 作品

### 無限女子
Shining Road 〜楽しいことを全力で!〜（配信限定、デビューシングルおよびパソコン工房テーマソング）
(作詞：鬼のサトテツ / 作曲:永田雅規 / 編曲:佐々木久夫)
パソコン工房のテーマソングとして使用され、公式サイトでのダウンロード配信が行われた。

### 無限女子 Forward
be happy!!!（パソコン工房テーマソング）
(作詞：佐藤徹也、作曲・編曲：blue but white)

## 出演

### 無限女子
※以下、すべてユニットコム。
CM
- iiyama PC「Are you EXCITED?」編 (神谷のみ出演)
- パソコン工房「パソコンの事ならパソコン工房」編

ウェブ
- iiyama PC ウェブCM：「無限女医 イイヤマチェック!」編
- iiyama PC PR動画

### 無限女子 Forward
CM
- iiyama PC「パソコン工房ショッピング」編

テレビ
- テレビ東京「月〜金お昼のソングショー ひるソン!」(2019年6月20日OA)

イベント
- 東京ゲームショウ2019：MCJブース (「無限女子 Forward ～powered by 仮面女子～」スペシャルステージ)